# Quinta las Flores
Quinta las Flores är en ort i Mexiko, tillhörande kommunen Acolman i delstaten Mexiko. Quinta las Flores ligger i den centrala delen av landet och tillhör Mexico Citys storstadsområde. Orten hade 395 invånare vid folkräkningen 2010.